# Сайраново (Чишминський район)
Сайра́ново (рос. Сайраново, башк. Сайран) — село у складі Чишминського району Башкортостану, Росія. Входить до складу Новотроїцької сільської ради.
Населення — 379 осіб (2010; 336 у 2002).
Національний склад:
- татари — 84 %